# ريو أوكاوارا
ريو أوكاوارا (باليابانية: 大河原 亮) (مواليد 12 أكتوبر 1987)، هو لاعب كرة قدم كان يلعب كمدافع.

## وصلات خارجية
- ريو أوكاوارا على موقع عالم كرة القدم.نت (الإنجليزية)